# Faculté polytechnique de Mons

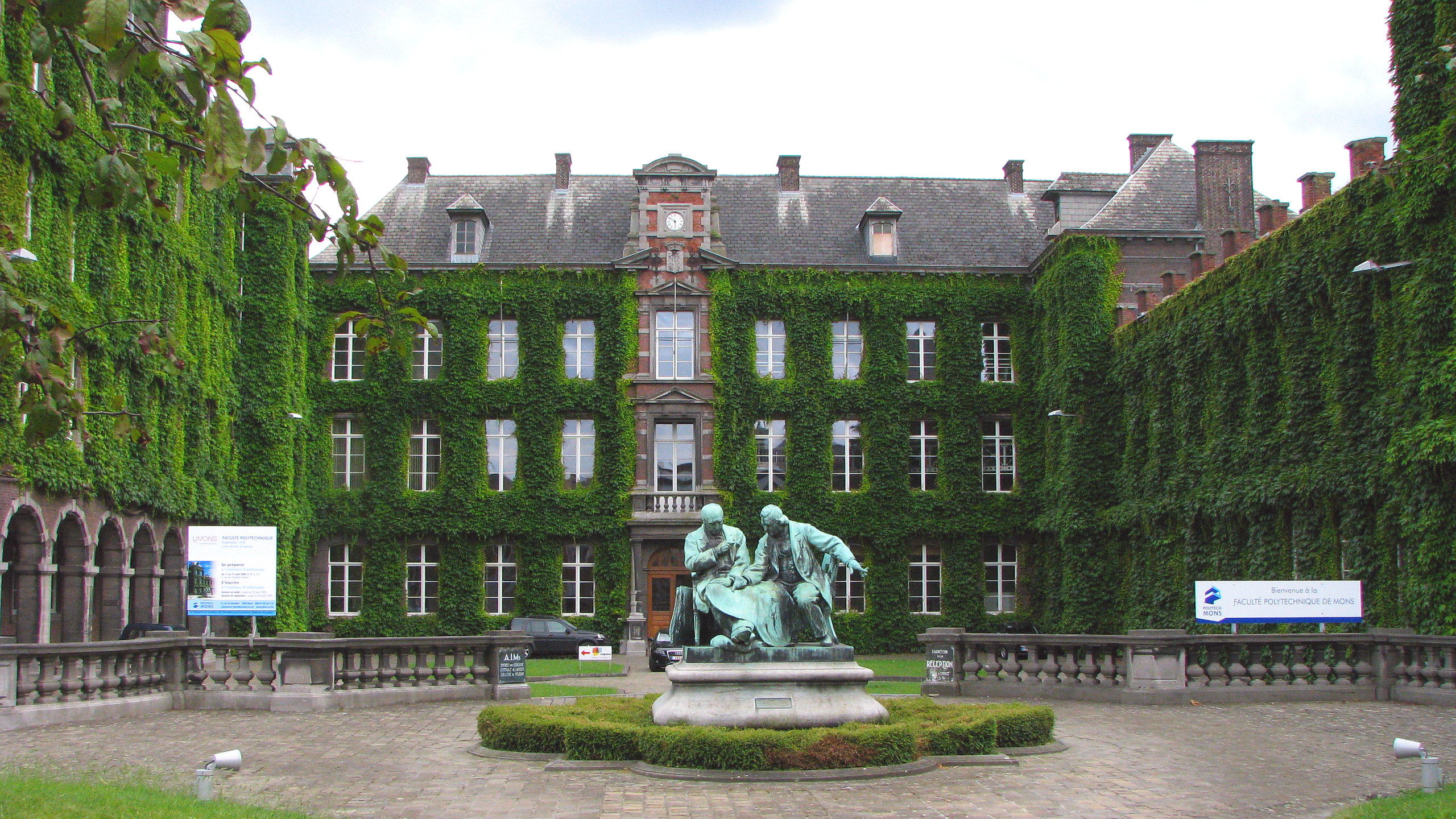
Faculte Polytechnique de Mons seit 1935
der staatlichen Universität Mons seit 2009
(ehemals Sitz des Collège de Houdain von 1587)

Die Faculté Polytechnique de Mons (FPMs) war die älteste Universität der belgischen Stadt Mons und die erste Ingenieursschule in Belgien (1836). Die Fakultät bildete in einem fünfjährigen Studiengang Ingenieure (Master of Science (MSc)) aus, auch die Promotion war möglich. Am 1. Januar 2009 ging sie zusammen mit der größeren Université de Mons-Hainaut in der neugegründeten Universität Mons auf.

## Geschichte

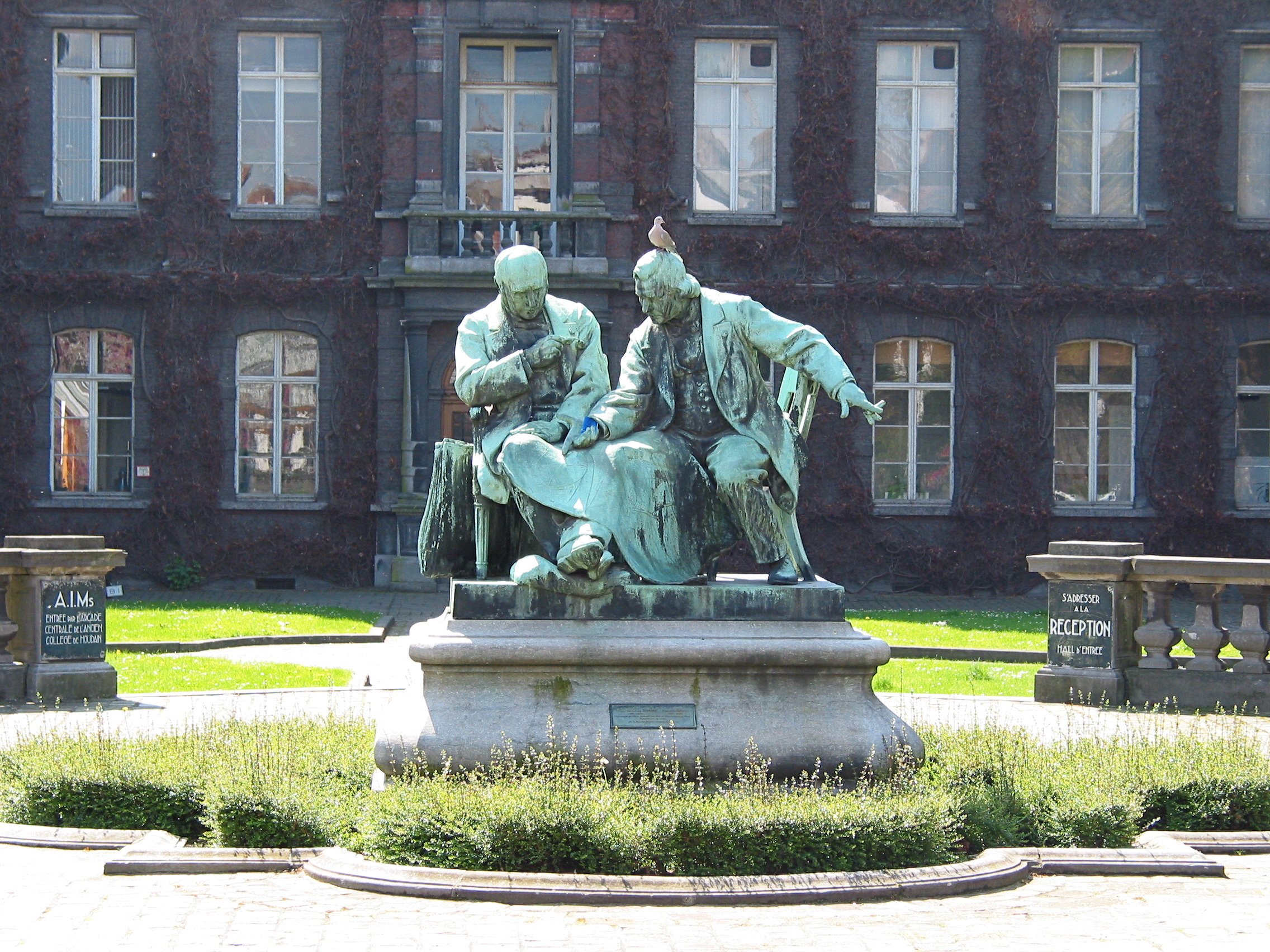
Ing. Théophile Guibal und Rektor Barthélémi-Adolphe Devilley, Mitbegründer der Faculté Polytechnique du Hainaut bzw. der Ecole des Mines de Mons

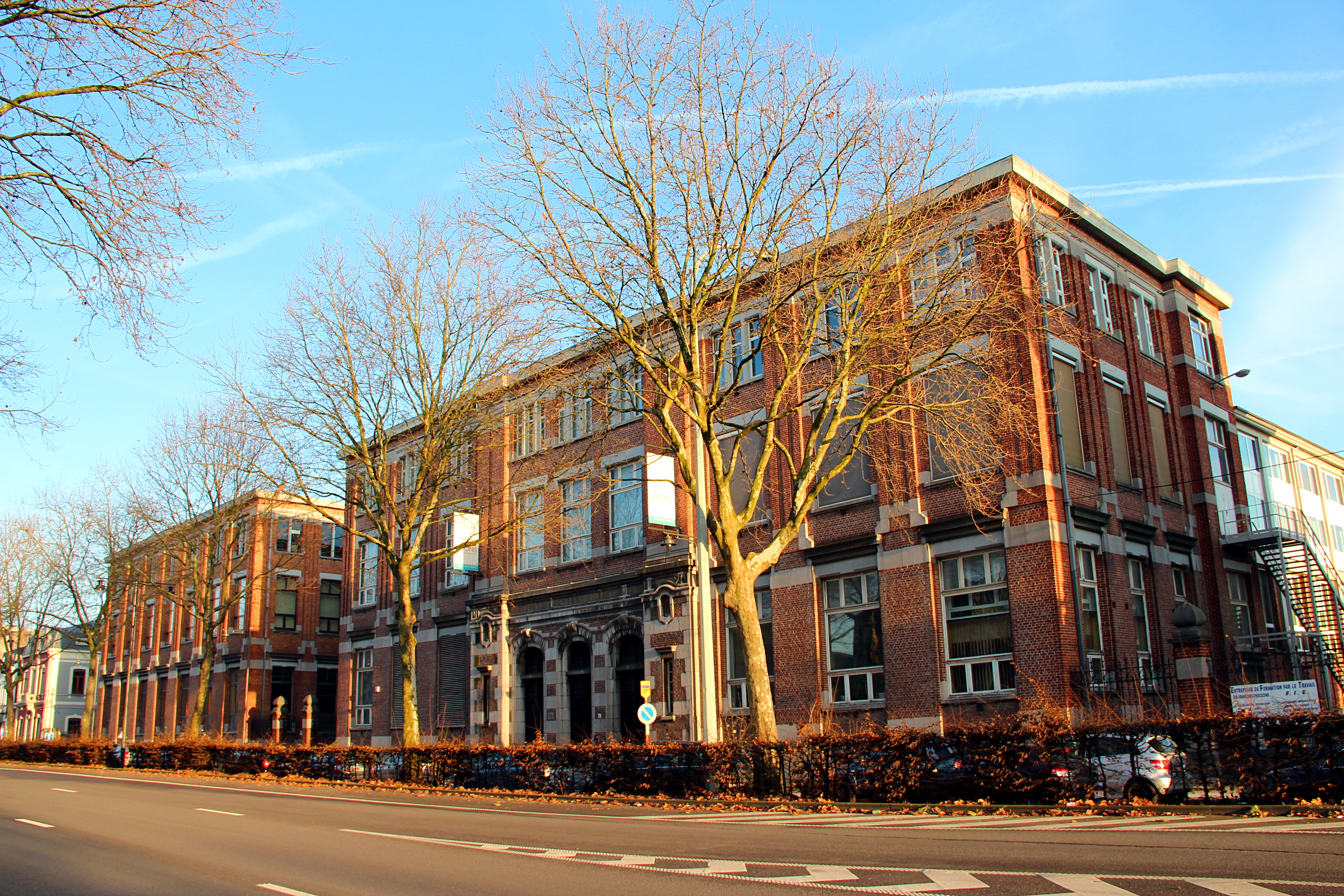
Die Gebäude der FPMs – Boulevard Dolez

1836 erkannte der Gouverneur der Provinz Hennegau Jean-Baptiste Thorn den Bedarf der damaligen sich in Veränderung befindlichen Industrie an ausgebildeten Fachvorarbeitern und Ingenieuren. Am 10. Oktober 1836 schlug Thorn dem Provinzialrat die Gründung einer entsprechenden (weiterführenden) Schule vor, worauf am 21. Oktober 1836 der Provinzialrat die Gründung der École Provinciale des Mines du Hainaut (dt. Bergbauschule der Provinz Hennegau) beschloss.
Thorn nahm die École centrale Paris als Vorbild. An der École Provinciale des Mines du Hainaut wurden damals breit geschulte Fachkräfte und in späterer Entwicklung auch Ingenieure ausgebildet. Die École Provinciale des Mines du Hainaut war somit die zuerst beschlossene Ingenieursschule in Belgien (1836). So begann die École Provinciale des Mines du Hainaut am 1. November 1837 in Mons in der Rue des Ursulines im Haus Nr. 5 mit ihrem Betrieb. Parallel wurde im Jahr 1837 die École des Mines der Université de Liège und 1838 die École du Génie Civil der Universität Gent gegründet.
Nach Gründung der École Provinciale des Mines du Hainaut' wurde Barthélemi-Adolphe Devillez nach dessen Vorstellung in Mons zum Rektor berufen. Sein Mitschüler aus Pariser Zeiten, Théophile Guibal, trat nochmals später in den Dienst dieser Schule.
Es ist nicht überliefert, wann Rektor Devillez und Guibal, Ingenieurabsolventen der École centrale Paris, zur Erstellung schulischer Programme für die „École Provinciale des Mines du Hainaut“ beauftragt wurden. Zunächst war es in Ermangelung solcher Programme für die Aufnahme von Schülern und für die schulischen Zielsetzungen über Jahre nicht einfach, erfolgreich die Ideen als Zielsetzung umzusetzen. Dies schlug sich in den Zahlen der Schüler nieder: 1837 besuchten 35 Studierende die Schule und die Zahl sank im Jahr 1844 auf 14 Schüler. In den bergmännischen Ausbildungsbereichen war man von herausragender Ingenieurausbildung noch deutlich entfernt.
1845 wurde das Programm restrukturiert, und es wurden die Studiengänge erweitert. Die Schule hieß ab diesem Zeitpunkt École de Commerce, d’Industrie et des Mines du Hainaut. in die anschließende Zeit fällt der Erfolg der inzwischen aufgestellten Ausbildungsprogramme, womit eine Steigerung der Schülerzahl auf über 100 im Jahr 1859 einherging. Mit dem Anstieg der Schülerzahlen auf über 125 im Jahr 1874 geht die Entwicklung zur Verlängerung der Studienzeit von drei auf vier Jahre in 1876 einher, wobei man den Namen Faculté Polytechnique du Hainaut annahm. Zugleich zeichnete sich ab, dass man mehr Räumlichkeiten benötigte, als in der Rue des Ursulines zur Verfügung standen.
1879 wurde die Schule erneut umgegründet zur „Ecole des Mines de Mons“ und dafür das heutige historische Gebäude (ehemals Collège de Houdain) in der Rue de Houdain Nr. 9 zur Verfügung gestellt. Zu diesem Zeitpunkt war Théophile Guibal bereits zwei Jahre pensioniert und hat auch in der Ecole des Mines de Mons im Schulbetrieb nicht mehr mitgewirkt. Er starb 1888, während Rektor Barthélemi-Adolphe Devillez, der sich erst 1889 zurückzog, drei Jahre später als Guibal verstarb.
Während des Ersten Weltkrieges von 1914–1918 schloss die Schule ihre Türen. 1920 erhielt die Schule als École des Mines et de Métallurgie, Faculté Technique de la Province de Hainaut den Status einer Rechtsperson durch das belgische Parlament. Mit der weiteren Entwicklung zur Hochschulausbildung avancierte die Schule im Jahr 1935 zur Faculté Polytechnique de Mons. Diese Namen führt sie seither als Fakultätsbezeichnung auch nach dem Zusammenschluss am 1. Januar 2009 mit der größeren Université de Mons-Hainaut zur neugegründeten staatlichen, französischsprachigen Université de Mons (Universität Mons).
An der FPMs studierten 2004–2005 etwa 1200 Studenten, wovon etwa 170 jährlich diplomieren.
Die FPMs vergab die Abschlüsse Bachelor of Science (BSc.) und Master of Science (MSc.) in Architektur, Chemie und Materialwissenschaften, Elektrizität, Informatik (Betriebswirtschaft), Mechanik und Bergbau. Ebenfalls bietet die FPMs weitergehende Studien und Doktorate an.
Die FPMs hatte 25 Forschungslabors und 4 Forschungszentren (Multitel, Materia Nova, Inisma, CETIC). Die FPMs war im ERASMUS-Programm und unterhielt 25 direkte Partnerschaften mit ausländischen Universitäten. Weiterhin war sie Mitglied des TIME-Netzwerk (Top Industrial Managers for Europe). Die FPMs vergab Doppelabschlüsse mit den folgenden Instituten:
- Technische Universität Wien
- École Centrale de Lille
- École centrale de Lyon
- École centrale de Marseille
- École centrale de Nantes
- École Nationale Supérieure de l’Aéronautique et de l’Espace
- École supérieure d’électricité
- Politecnico di Milano
- Universidad Politécnica de Madrid

Am 6. Juli 2007 haben die Verwaltungsräte der FPMs und der Université de Mons-Hainaut einstimmig beschlossen, zur Université de Mons zu fusionieren (2009–2010).

## Bekannte Hochschullehrer
- Jules Cornet – Geologe (1865–1929)